# 逐粒精选酒

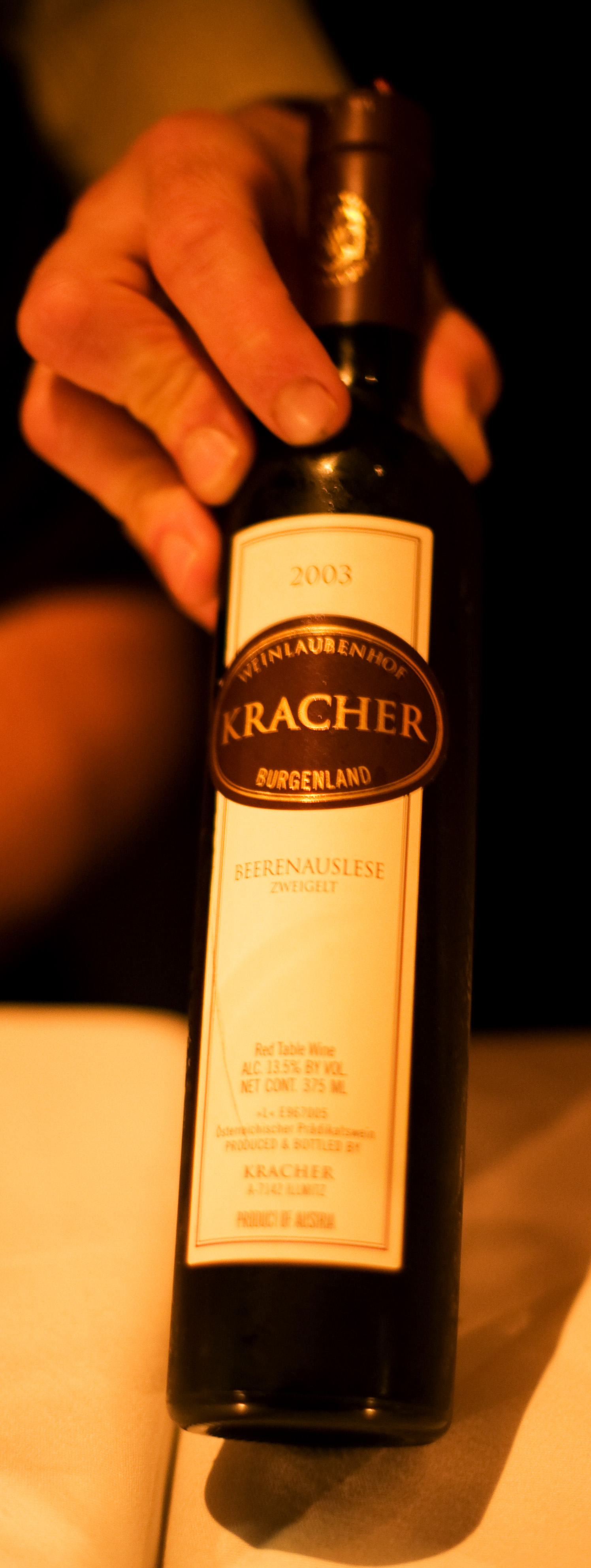
奥地利格莱士（Kracher）逐粒精选酒

逐粒精选酒（德語：Beerenauslese，简称为）是德国与奥地利出产的一类晚收葡萄酒。在德国、奥地利的优质酒（Prädikatswein）分级中，其等级位于精选酒（Auslese）之上。
逐粒精选酒所用的葡萄是逐颗采摘而来，多经贵腐菌感染。由其酿成的酒浓甜而肥腴，其中最上等的是由雷司令葡萄酿成的酒。在德国标准中，逐粒精选酒的含糖量至少为110至128予思勒度（Oechsle），而奥地利标准中则为25KMW（合125予思勒度）。
在法国阿尔萨斯葡萄酒中，类似的逐粒精选酒被称为。